# Вальский, Сергей Васильевич
Вальский Сергей Васильевич (род. 13 мая 1974), — российский офицер Военно-морского флота, подводник-гидронавт, капитан 1-го ранга, испытатель глубоководной военной техники. Герой Российской Федерации.

## Биография
Родился 13 мая 1974 года.
Получил высшее военно-морское образование.
Служит в войсковой части № 45707 в городе Петродворец (с 1997 года — Петергоф). Данное подразделение, подчинённое Главному управлению глубоководных исследований Министерства обороны Российской Федерации и состоящее из отряда подводников (гидронавтов) и 15-й Центральной научно-исследовательской лаборатории, занимается испытаниями и эксплуатацией глубоководных технических средств в различных районах Мирового океана.
Указом Президента Российской Федерации («закрытым») за мужество и героизм, проявленные при выполнении специального задания, капитану 1-го ранга Вальскому Сергею Васильевичу присвоено звание Героя Российской Федерации с вручением знака особого отличия — медали «Золотая Звезда».
Живёт в Санкт-Петербурге.
Капитан 1 ранга.

## Награды
- Герой Российской Федерации[1];
- 2 ордена Мужества[1];
- Орден «За военные заслуги»[1];
- медали Российской Федерации[1].